# 알리 빈 후세인
알리 빈 후세인, (아랍어: علي بن الحسين) GBE (1879년 ~ 1935년)은 1924년 10월부터 1925년 12월까지 메카의 샤리프이자 헤자즈의 왕으로 재임하였다. 그는 샤리프 후세인 빈 알리의 장손이고, 근대 헤자즈의 초대 왕이며, 하심가의 자손이다. 그는 그의 아버지로부터 왕위와 칼리프의 칭호를 상속받았지만, 그는 칼리프식 정권과 방식을 채택하지 않았다.

## 초창기 삶
후세인의 장손, 알리 빈 후세인은 메카에서 태어나 이스탄불에 있는 갈라타 세라이 대학 (갈라타사라이 고등학교)에서 교육받았다. 그의 아버지는 1908년에 오스만 제국에 의해 메카의 샤리프를 임명받았으나, 그와 제국을 통치하는 청년 투르크당과의 마찰은 날이 갈수록 증가하였고, 결국 1916년에 그는 투르크의 지배에 대항하는 아랍 반란의 지도자 중 한 명이 되었다. 반군의 승리에 따라, 후세인은 영국의 지지와 함께 헤자즈의 첫번때 왕이 되었다. 그의 아들들인 압둘라와 파이살은 각각 요르단과 이라크의 왕이 되었고, 알리는 아라비아에 남아 아버지의 왕위를 계승하였다.

## 헤자즈 통치
왕 후세인은 얼마 가지 않아 리야드에서 일어난 사우디와의 싸움에 전면 참전하게 된다. 그리고 사우디에게 군사력으로 패배하게 되자, 왕 후세인은 1924년 10원 3일에 그의 모든 대중적 칭호를 알리에게 넘겨주게 된다. (후세인은 그 해 3월에 자신에게 칼리프의 종교적 칭호를 부여했었다.) 그 해 12월, 사우디는 헤자즈를 침략하였고 이후 사우디아라비아 왕국에 통합된다. 그러자 알리와 그의 가족은 이라크으로 피난하였다.
알리 빈 후세인은 1935년 이라크의 바그다드에서 사망하였다. 그에게는 네 명의 딸과 한 명의 아들이 있었는데 아들인 아브드 일 알라는 이라크 왕국의 왕이던 파이살 2세의 섭정이 된다.

## 결혼과 자손
1906년에 알리는 샤리프이자 보스포루스의 예니퀘이에 위치한 메카의 사령관이였던 에미르 압둘라 빈 무함마드 파샤의 딸인 나피사 카눔과 결혼했다. 그들은 슬하에 아들 한 명과 딸 네 명을 두었다:
- 압디야 카디자 공주 – 1907년 출생 – 1958년 7월 14일 사망.
- 알리야 공주 – 1911년 출생 – 1950년 12월 21일 사망, 그녀의 사촌인 이라크의 가지 1세와 결혼하여 이라크의 알리아 여왕이 되었다.
- 아브 알 일라 왕태자 – 1913년 11월 14일 출생 – 1958년 7월 14일 사망, 결혼을 3번 했는데 첫번째는 멜렉 엘-딘 푸지와 1936년에서 1940년까지, 그리고 페이자 알 타불리쉬와 1948년에서 1950년까지, 마지막 히암 압둘라와는 1958년에 하였다.
- 바디아 공주 – 1920년 6월 20일 출생, 샤리프 후세인 빈 알리와 결혼. 그들의 아들이 바로 샤리프 알리 빈 알-후세인이다.
- 자리라 공주 – 1923년 출생 – 1955년 12월 28일 사망, 샤리프 아흐마드 해짐 박사와 결혼하였다.

## 같이 보기
- 사우디아라비아
- 아랍 반란
- 헤자즈 왕국

## 참고 문헌
1. ↑  IRAQ – Resurgence In The Shiite World – Part 8 – Jordan & The Hashemite Factors APS Diplomat Redrawing the Islamic Map, Februari 14, 2005
2. ↑  Royal Ark